# شنا در المپیک تابستانی ۱۹۶۴
شنا یکی از ورزش‌های بازی‌های المپیک تابستانی ۱۹۶۴ بوده که در دو بخش مردان و زنان برگزار شده است.
در مجموع ۴۰۵ شناگر از ۴۲ کشور جهان در این مسابقات شرکت کرده‌اند.

## جدول مدال‌ها
| رتبه           | کشور                | طلا | نقره | برنز | مجموع |
| -------------- | ------------------- | --- | ---- | ---- | ----- |
| ۱              | ایالات متحده آمریکا | ۱۳  | ۸    | ۸    | ۲۹    |
| ۲              | استرالیا            | ۴   | ۱    | ۴    | ۹     |
| ۳              | اتحاد شوروی         | ۱   | ۱    | ۲    | ۴     |
| ۴              | تیم متحد آلمان      | ۰   | ۴    | ۲    | ۶     |
| ۵              | هلند                | ۰   | ۲    | ۱    | ۳     |
| ۶              | بریتانیای کبیر      | ۰   | ۱    | ۰    | ۱     |
| ۶              | فرانسه              | ۰   | ۱    | ۰    | ۱     |
| ۸              | ژاپن                | ۰   | ۰    | ۱    | ۱     |
| مجموع (۸ کشور) | مجموع (۸ کشور)      | ۱۸  | ۱۸   | ۱۸   | ۵۴    |

## نتایج

### مردان
| بازی‌ها                 | طلا                                                                             | طلا          | نقره                                                                                             | نقره    | برنز                                                                         | برنز    |
| ۱۰۰ متر آزاد           | دون شولندر (USA)                                                                | 53.4 (OR)    | باب مک‌گرگور (GBR)                                                                                | ۵۳٫۵    | هانس-یوآخیم کلاین (EUA)                                                      | ۵۴٫۰    |
| ۴۰۰ متر آزاد           | دون شولندر (USA)                                                                | 4:12.2 (WR)  | فرانک ویگاند (EUA)                                                                               | ۴:۱۴٫۹  | آلن وود (AUS)                                                                | ۴:۱۵٫۱  |
| ۱۵۰۰ متر آزاد          | باب ویندل · استرالیا                                                            | 17:01.7 (OR) | جان نلسون · ایالات متحده آمریکا                                                                  | ۱۷:۰۳٫۰ | آلن وود · استرالیا                                                           | ۱۷:۰۷٫۷ |
| ۲۰۰ متر کرال پشت       | جد گریف · ایالات متحده آمریکا                                                   | 2:10.3 (WR)  | گری دیلی · ایالات متحده آمریکا                                                                   | ۲:۱۰٫۵  | باب بنت · ایالات متحده آمریکا                                                | ۲:۱۳٫۱  |
| ۲۰۰ متر قورباغه        | ایان اوبراین · استرالیا                                                         | 2:27.8 (WR)  | جئورگی پروکوپنکو · اتحاد شوروی                                                                   | ۲:۲۸٫۲  | چت جاسترمسکی · ایالات متحده آمریکا                                           | ۲:۲۹٫۶  |
| ۲۰۰ متر پروانه         | کوین بری · استرالیا                                                             | 2:06.6 (WR)  | کارل روبی · ایالات متحده آمریکا                                                                  | ۲:۰۷٫۵  | فرد اشمیت · ایالات متحده آمریکا                                              | ۲:۰۹٫۳  |
| ۴۰۰ متر مختلط انفرادی  | دیک روت (USA)                                                                   | 4:45.4 (WR)  | روی ساری (USA)                                                                                   | ۴:۴۷٫۱  | گرهارد هرتز (EUA)                                                            | ۴:۵۱٫۰  |
| ۴×۱۰۰ متر آزاد امدادی  | ایالات متحده آمریکا (USA) · استیون کلارک · مایک آستین · گری ایلمان · دون شولندر | 3:33.2 (WR)  | تیم متحد آلمان (EUA) · هورست لوفلر · فرانک ویگاند · اوه یاکوبسن · هانس-یوآخیم کلاین              | ۳:۳۷٫۲  | استرالیا (AUS) · دیوید دیکسون · پیتر دوک · جان رایان · باب ویندل             | ۳:۳۹٫۱  |
| ۴×۲۰۰ متر آزاد امدادی  | ایالات متحده آمریکا (USA) · استیون کلارک · روی ساری · گری ایلمان · دون شولندر   | 7:52.1 (WR)  | تیم متحد آلمان (EUA) · هورست-گونتر گرگور · گرهارد هرتز · فرانک ویگاند · هانس-یوآخیم کلاین        | ۷٫۵۹٫۳  | ژاپن (JPN) · ماکوتو فوکویی · کونیهیرو ایواساکی · توشیو شوجی · یوکیاکی اوکابه | ۸:۰۳٫۸  |
| ۴×۱۰۰ متر مختلط امدادی | ایالات متحده آمریکا (USA) · تامپسون من · بیل کریگ · فرد اشمیت · استیون کلارک    | 3:58.4 (WR)  | تیم متحد آلمان (EUA) · ارنست-یوآخیم کوپرز · ایگون هنینگر · هورست-گونتر گرگور · هانس-یوآخیم کلاین | ۴:۰۱٫۶  | استرالیا (AUS) · پیتر رینولدز · ایان اوبراین · کوین بری · دیوید دیکسون       | ۴:۰۲٫۳  |

### زنان
| بازی‌ها                 | طلا                                                                                 | طلا         | نقره                                                             | نقره   | برنز                                                                                        | برنز   |
| ۱۰۰ متر آزاد           | دون فریزر · استرالیا                                                                | 59.5 (OR)   | شرون استودر · ایالات متحده آمریکا                                | ۵۹٫۹   | کتی الیس · ایالات متحده آمریکا                                                              | ۱:۰۰٫۸ |
| ۴۰۰ متر آزاد           | جینی دانکل · ایالات متحده آمریکا                                                    | 4:43.3 (OR) | ماریلین رامنوفسکی · ایالات متحده آمریکا                          | ۴:۴۴٫۶ | تری استیکلز · ایالات متحده آمریکا                                                           | ۴:۴۷٫۲ |
| ۱۰۰ متر کرال پشت       | کتی فرگوسن · ایالات متحده آمریکا                                                    | 1:07.7 (WR) | کیکی کارون · فرانسه                                              | ۱:۰۷٫۹ | جینی دانکل · ایالات متحده آمریکا                                                            | ۱:۰۸٫۰ |
| ۲۰۰ متر قورباغه        | گالینا پروزومنخکیکوا (URS)                                                          | 2:46.4 (OR) | کلودیا کالب (USA)                                                | ۲:۴۷٫۶ | اسوتلانا بابانینا (URS)                                                                     | ۲:۴۸٫۶ |
| ۱۰۰ متر پروانه         | شرون استودر · ایالات متحده آمریکا                                                   | 1:04.7 (WR) | آدا کوک · هلند                                                   | ۱:۰۵٫۶ | کتی الیس · ایالات متحده آمریکا                                                              | ۱:۰۶٫۰ |
| ۴۰۰ متر مختلط انفرادی  | دونا ده وارونا · ایالات متحده آمریکا                                                | 5:18.7 (OR) | شارون فینران · ایالات متحده آمریکا                               | ۵:۲۴٫۱ | مارتا راندال · ایالات متحده آمریکا                                                          | ۵:۲۴٫۲ |
| ۴×۱۰۰ متر آزاد امدادی  | ایالات متحده آمریکا (USA) · شرون استودر · دونا ده وارونا · لیلیان واتسون · کتی الیس | 4:03.8 (WR) | استرالیا (AUS) · روبین تورن · جان کامرون · لین بل · دون فریزر    | ۴:۰۶٫۹ | هلند (NED) · پائولین فن در ویلت · توس بومر · وینی فن وردنبورخ · ایریکا ترپسترا              | ۴:۱۲٫۰ |
| ۴×۱۰۰ متر مختلط امدادی | ایالات متحده آمریکا (USA) · کتی فرگوسن · سینتیا گویت · شرون استودر · کتی الیس       | 4:33.9 (OR) | هلند (NED) · کوری وینکل · کلنی بیمولت · آدا کوک · ایریکا ترپسترا | ۴:۳۷٫۰ | اتحاد شوروی (URS) · تاتیانا ساولیوا · اسوتلانا بابانینا · تاتیانا دویاتوا · ناتالی اوستینوا | ۴:۳۹٫۲ |